# Cybaeus gonokawa
Cybaeus gonokawa är en spindelart som beskrevs av Yoh Ihara 1993. Cybaeus gonokawa ingår i släktet Cybaeus och familjen vattenspindlar. Inga underarter finns listade i Catalogue of Life.